# Paul W. Fairman
Paul W. Fairman (1916-1977) fue un escritor y editor estadounidense adscrito a varios géneros literarios, entre los que se encuentra el de la ciencia ficción, y que escribió bajo su propio nombre o a través de seudónimos.
Su historia de detectives Late Rain, fue publicada en el número de febrero de 1947 de la revista Mammoth Detective, mientras que el cuento No Teeth For the Tiger apareció en el número de febrero de 1950 en Amazing Stories. Dos años más tarde, fue el editor fundador de If, pero solo para los primeros números. En 1955, se convirtió en el editor de Amazing Stories y Fantastic, manteniendo dicha posición dual hasta 1958. Varias de sus publicaciones se transformaron en películas, tales como sus historias cortas de ciencia ficción Deadly City y The Cosmic Frame se convirtieron en películas.
Tras abandonar la editorial Ziff-Davis, se centró en su trabajo de escritor usando además de su propio nombre, varios seudónimos tales como Ivar Jorgensen, Robert Eggert Lee o Clee Garson. Escribió The Runaway Robot (1965) basado en las ideas de Lester del Rey, cuyo nombre aparecía en los libros; también escribió la sección sobre Sherlock Holmes del libro A Study In Terror (1966) de Ellery Queen.

## Obras

### Novelas
- Invasion From the Deep (1951).
- Rest in Agony (1963), como Ivar Jorgensen.
- Ten From Infinity (1963).
- The World Grabbers (1964).
- City Under the Sea (1965).
- The Runaway Robot (1965), en coautoría con Lester del Rey.
- The Forgetful Robot (1968).
- I, the Machine (1968).
- Whom the Gods Would Slay (1968), como Ivar Jorgensen
- The Deadly Sky (1971), como Ivar Jorgensen
- The Doomsday Exhibit (1971).
- The Diabolist (1972).
- The Girl With Something Extra (1973).

### Cuentos
- Late Rain (February, 1947), en Mammoth Detective
- The Body of Madelon Spain (agosto, 1947), en Mammoth Detective
- Hallowed Be the Name (agosto, 1947), en Mammoth Mystery
- No Hero Stuff (septiembre, 1947), en Mammoth Detective'
- The Guns of God (noviembre, 1947)'
- Bullets For Breakfast (February, 1948), en Mammoth Western.
- The Lady and the Lynch Mob (agosto, 1948), en Mammoth Western.
- Nesters Die Hard (noviembre, 1948), Mammoth Western.
- Dead Man’s Gold (diciembre, 1948), Mammoth Western.
- The Memoirs of John Shevlin - The West’s Greatest Detective: The Case of the O’Henry Ending (diciembre, 1949), Mammoth Western.
- Devil on the Mountain (1949), en Mammoth Western Quarterly.
- The Broken Doll (July, 1950), en Fantastic Adventures.
- No Teeth for the Tiger (febrero, 1950), en Amazing Stories.
- Never Trust a Martian! (enero, 1951), en Amazing Stories.
- Whom the Gods Would Slay (1951), como Ivar Jorgensen.
- Nine Worlds West (1951), como Clee Garson.
- Invasion from the Deep (1951).
- Witness for the Defense (1951).
- The Man with the Clutching Hand (1951).
- The Terrible Puppets (1951).
- The Man Who Stopped at Nothing (1951).
- Proud Asteroid (1951).
- Deadly Cargo (diciembre, 1951), Fantastic Adventures
- The Missing Symbol (1952), como Ivar Jorgensen
- Rest in Agony (1952), como Ivar Jorgensen
- The Secret of Gallows Hill (1952).
- A Child Is Missing (1952).
- Brothers Beyond the Void (1952).
- Strange Blood (1952).
- The Dog with the Weird Tale (1952).
- The Jack of Planets (1952).
- Let's Have a Little Reverence (1952).
- Someday They'll Give Us Guns (1952).
- The Woman in Skin 13 (1952).
- The Third Ear (1952).
- The Girl Who Loved Death (1952).
- Deadly City (1953).
- Side Road to Glory (1953), como Robert Eggert Lee.
- The Cosmic Frame (1955).
- Beyond the Black Horizon (1955).
- The Smashers (1955).
- One Man to Kill (1955).
- This Is My Son (1955).
- The Man in the Ice Box (1955).
- All Walls Were Mist (1955).
- The Beasts of the Void (1956).
- Black Blockade (1956).
- Secret of the Martians (1956).
- The Treasure is Mine! (1956).
- The Beasts in the Void (1956).
- Dalrymple's Equation (1956).
- Jason and the Maker (1956).
- Traitor's Choice (1956).
- "I'll Think You Dead!" (1956).
- The Body Hunters (1959).
- The World Burners (1959).
- Give Me My Body! (1959).
- A Great Night in the Heavens (1959).
- Culture for the Planets (1968).
- Not Born to Greatness (1968).
- Delenda Est Carthago (1968).
- Interlude in the Desert (1968).
- Robots Should Stick Together (1968).
- The Pit (1968).
- The Minefield (1968).
- Mastermind of Zark (1968).
- Phantoms of Zark (1968).
- The Brown Package (1968).
- Long Hop (1968).
- The Gallant Lady (1968).
- The Space Museum (1968).
- Those Remarkable Ravencrafts (1968).
- Lost in a Junkyard (1968).

### Ensayos
- They Write . . . (1952).
- Introducing the Author: Paul W. Fairman (1956).
- A New Kind of Fiction (1957).
- Of Men and Dreams (1957).
- It Began With a Letter from the Russians (1958).
- Jehovah's Witnesses Aren't Science Fiction (1958).